# Nada Que Perder
Nada Que Perder es una banda argentina de rock, punk rock y heavy metal formada a principios del 2007 con una fuerte influencia de bandas internacionales de esos estilos. NQP se formó en Buenos Aires en el año 2007 como un power trío, convirtiéndose con el tiempo un cuarteto con una identidad musical propia.

## Historia

### Inicios y debut en vivo

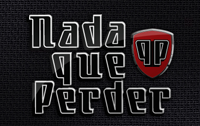
Logo de la banda.

Después de tomar la decisión de tocar juntos en febrero de 2007, Mariano de Luca (guitarra y voz) y Diego Rog (bajo) convocan a Pablo Cinacchi en la batería. Inmediatamente se comprometen con el proyecto y empiezan a componer y ensayar. En 2008, graban un demo con 3 canciones ("Espejo", "Ni un segundo más" y "La mitad de la gente") combinando rock, punk y heavy metal en melodías y estructuras que empiezan a definir su propio estilo. Nada Que Perder debuta en vivo el 1 de mayo de 2009 en Mitos Argentinos haciendo una lista de 10 temas, algunos de los cuales ya perfilaban para ser incluidos en lo que sería el primer disco de la banda.

### Destinos Cruzados
En enero de 2010 comienzan a producir de manera independiente su primer disco. El proceso de grabación y mezcla se vio afectado por diversos factores que pospusieron su lanzamiento por tiempo indefinido. Para entonces Diego deja la banda y Mariano y Pablo continúan componiendo y ensayando. En enero de 2011 se incorpora Rodrigo Vadillo (bajo) y comienzan a ensayar nuevamente como un trío. A mediados de año, ingresa en la banda Martín Dioor (voz), para cerrar finalmente la formación actual de NQP. Durante fines de 2011 y principios de 2012 concluye la grabación de bajos y voces del disco con la nueva formación, y se retoma el proceso de mezcla, esta vez en el estudio SoundBusters a cargo de Pablo Brizuela y Pablo Coniglio de Shaila. En octubre de 2012 Nada Que Perder lanza oficialmente su primer trabajo independiente Destinos Cruzados, presentándolo en vivo en Moon Rock (Capital Federal), donde también presentaron varios covers versionados de otras bandas nacionales.

### Fechas y actualidad

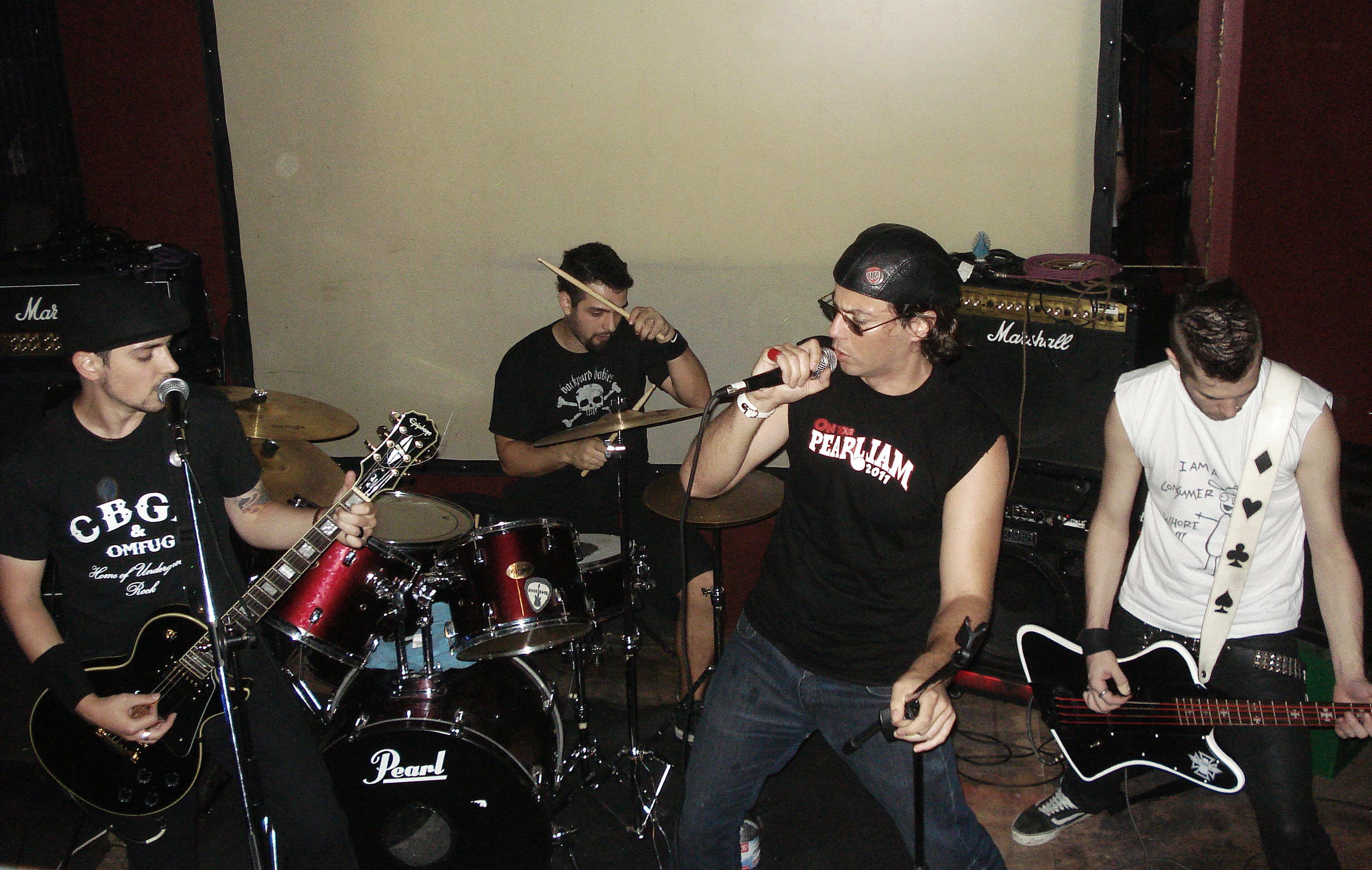
Presentando "Destinos Cruzados" a fines de 2012 en Capital Federal.

Durante fines de 2011 y 2012, Nada Que Perder tocó varias veces en Capital Federal (La Colorada, Moon Rock, El Emergente, Speed King, entre otros lugares), incluyendo un show en vivo en línea en el Estudio Crazy Diamond, transmitido en directo por Revoluzionline.com. También tocan en Gran Buenos Aires, participando en festivales solidarios como Varela Hardcore compartiendo escenario con E.D.O. y Fuerza y Decisión. A principios de 2013 participan en un festival en Vicente López, junto a Mal sueño, banda de punk rock de Junín, Buenos Aires. Hoy Nada Que Perder sigue ensayando y componiendo nuevos temas y preparando nuevas fechas dentro y fuera de Capital.

## Miembros
- Martín Dioor -  Voz principal
- Mariano de Luca - Guitarra solista y coros
- Rodrigo Vadillo - Bajo
- Pablo Cinacchi Batería

## Discografía
Álbumes de estudio
- Destinos Cruzados (Independiente, 2012)